# 纽马尔
纽马尔，是匈牙利包尔绍德-奥包乌伊-曾普伦州所辖的一个村。总面积10.46平方公里，总人口334，人口密度31.9人/平方公里（2011年1月1日）。